# Diaphanocephalidae
Diaphanocephalidae é uma família de nematóides pertencentes à ordem Rhabditida.
Géneros:
- Cylicostrongylus Yamaguti, 1961
- Diaphanocephalus Diesing, 1851
- Kalicephalus Molin, 1861